# 横浜市立鴨居小学校
横浜市立鴨居小学校（よこはましりつ かもいしょうがっこう）は、神奈川県横浜市緑区鴨居四丁目にある公立小学校。1874年に開校し、その後校舎を5回移転し現在の場所に移った。

## 沿革
- 1874年9月 - 鴨居学舎として創立
- 1875年6月 - 鴨居学校に改名
- 1880年4月1日 - 公立小学鴨居学校に改名
- 1901年4月1日 - 都筑郡新治村立尋常小学校に改名
- 1908年4月1日 - 都筑郡尋常鴨居小学校に改名
- 1923年4月1日 - 都筑郡鴨居尋常小学校に改名
- 1939年4月1日 - 新治村が横浜市に編入されたため、横浜市鴨居尋常小学校に改名
- 1941年4月1日 - 国民学校令により、横浜市鴨居国民学校に改名
- 1947年4月1日 - 学制改革により現校名に改名